# Edward Shang
Edward Shang (* 19. Januar 1965 in Saarbrücken) ist ein deutscher Facharzt für die Allgemeinchirurgie und Viszeralchirurgie und war der erste deutsche ordentliche Professor für Bariatrische Chirurgie.

## Leben
Shang studierte nach dem Abitur von 1986 bis 1992 Humanmedizin an der Johann Wolfgang Goethe-Universität Frankfurt am Main und wurde 1995 promoviert. Für die chirurgische und viszeralchirurgische Ausbildung war er am Klinikum Garmisch-Partenkirchen, an der Universität Hongkong, der Friedrich-Schiller-Universität Jena und am Universitätsklinikum Mannheim und als Oberarzt von 1998 bis 2010 als am Universitätsklinikum Mannheim tätig. Es folgten die Habilitation 2006 und die außerplanmäßige Professur 2009. Im August 2010 nahm Shang den Ruf der Universität Leipzig für die erste deutsche ordentliche Professur für Bariatrische Chirurgie an.
Nach einem Betrugsfall beendete Shang am 9. Mai 2012 in gegenseitigem Einvernehmen seine Tätigkeit in Leipzig. Ausgangspunkt war die Rücknahme einer Publikation in Surgery for Obesity and Related Diseases in der Shang behauptete, im Rahmen einer Studie 60 Patienten operiert zu haben. Tatsächlich waren im betreffenden Zeitraum lediglich 21 Patienten operiert worden. In der Folge zog er drei weitere Artikel zurück.
Im Juli 2012 wurde ihm die Lehrbefugnis durch den Habilitationsausschuss der Medizinischen Fakultät Mannheim entzogen.
Bis 2015 arbeitete er als Chefarzt Allgemein- und Viszeralchirurgie in der privaten „Chirurgischen Klinik Dr. Rinecker“ in München-Thalkirchen. Dort war er in Zusammenhang mit der Behandlung von ausländischen Patienten erneut in die Kritik geraten.
2019 wechselte Shang ins Bezirkskrankenhaus nach Reutte in Tirol und trat dort die Stelle als Primar der Allgemeinchirurgie an. Dort kam er im März 2020 einer Patientin in seinem Büro im Intimbereich zu nahe und wurde schließlich in zweiter Instanz wegen Vergehen des Missbrauchs eines Autoritätsverhältnisses verurteilt. Shang wurde vom Dienst suspendiert.

## Mitgliedschaften
- American Society of Meabolic and Bariatric Surgery
- Deutsche Gesellschaft für Chirurgie (DGCH)
- Deutsche Gesellschaft für Allgemein- und Visceralchirurgie (DGAV)
- Deutsche Gesellschaft für Adipositaschirurgie e.V.
- Chirurgische Arbeitsgemeinschaft für Adipositastherapie (CAADIP)
- International Federation for the Surgery of Obesity and Metabolic Disorders (IFSO)
- Chirurgische Arbeitsgemeinschaft für perioperative Medizin (CAPM)
- Chirurgische Arbeitsgemeinschaft für Intensivmedizin (CAI)
- Chirurgische Arbeitsgemeinschaft für Endoskopie (CAE)
- Chirurgische Arbeitsgemeinschaft für Onkologie (CAO)
- Deutsche Gesellschaft für Ernährungsmedizin (DGEM)